# Alocodesmus rapidus
Alocodesmus rapidus är en mångfotingart som beskrevs av Filippo Silvestri 1898. Alocodesmus rapidus ingår i släktet Alocodesmus och familjen Chelodesmidae. Inga underarter finns listade i Catalogue of Life.